# Panna Grady

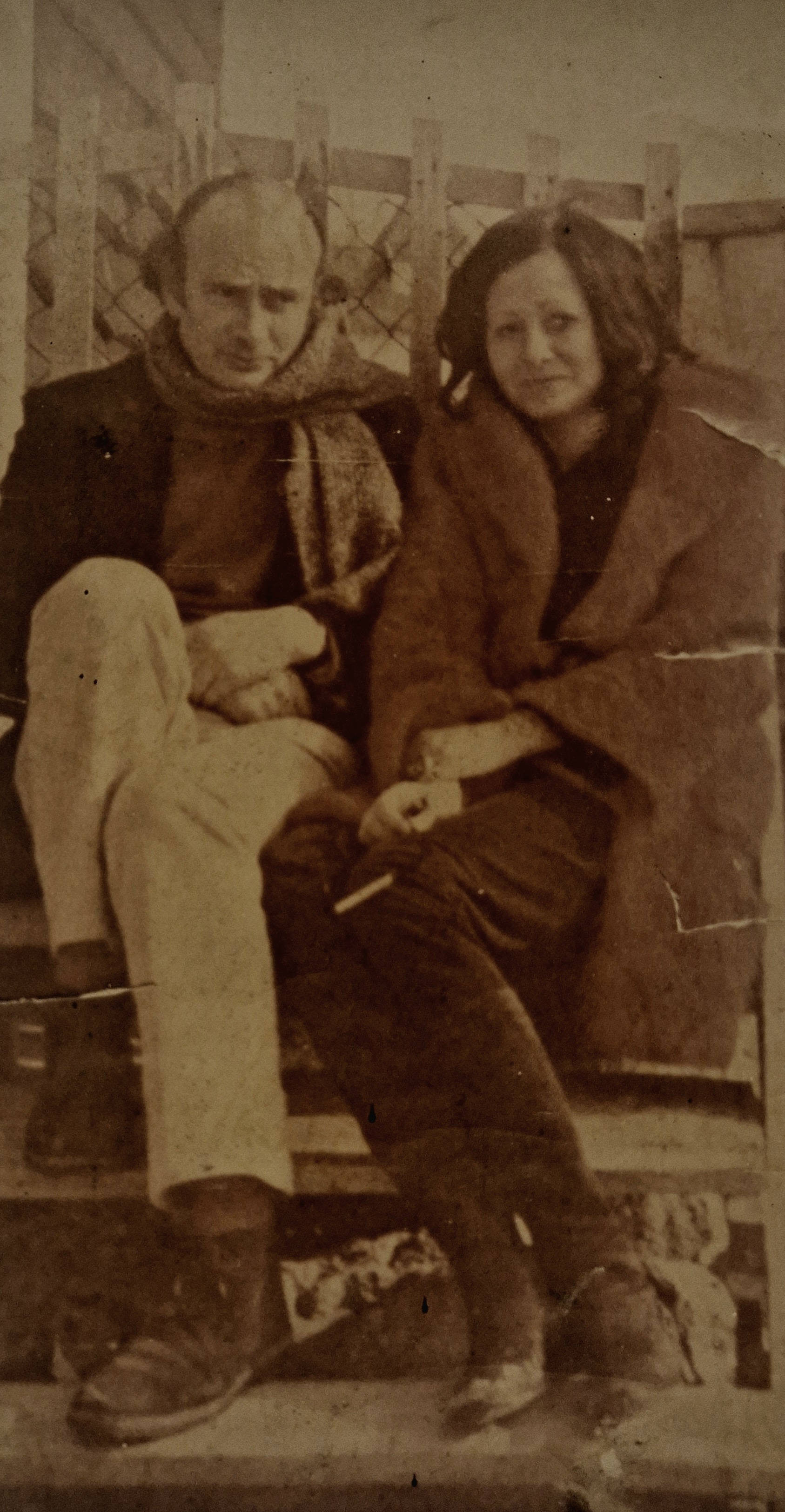
Philip O’Connor und Panna Grady (1970)

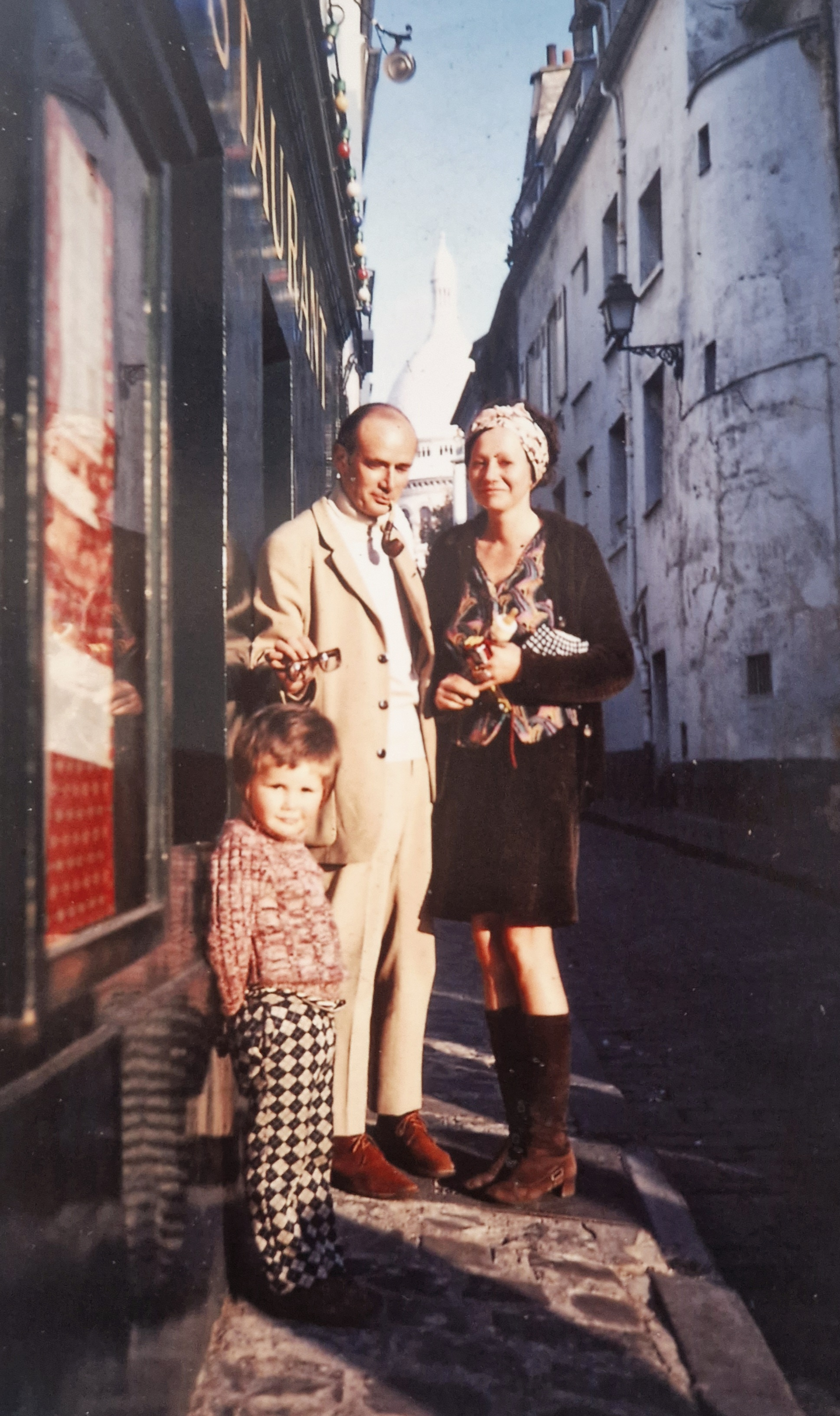
Philip O’Connor, Panna Grady und ihr Sohn (1972)

Panna Grady O’Connor (* 1936 als Louise Marie de Cholnoky) ist eine US-amerikanische Literaturmäzenin.

## Leben
Panna Grady O’Connor wurde 1936 als Tochter der Lyrikerin Louise Marie St. John, die bereits mit 38 Jahren starb, und des ungarischen Arztes Tibor de Cholnoky geboren. Die Familie lebte in Greenwich, Connecticut. „Panna“ ist ein ungarischer Kosename, den ihr ihre Mutter gab. Panna Grady besuchte von 1951 bis 1954 die Abbot Academy (heute Phillips Academy in Andover, Massachusetts). Im Anschluss schrieb sie sich für ein Jahr in Wellesley am dortigen Frauencollege ein und studierte dort bei dem Dichter und Erzieher Philip Booth, der in ihr Interesse für Literatur weckte, worauf sie an die University of California, Berkeley wechselte.
In Berkeley kam sie in Kontakt mit der Beat Generation aus dem benachbarten San Francisco. In ihrem Haus in der noblen Mosswood Lane gab sie die ersten Partys für die dortige Literaten- und Künstlerszene. Andrew Barrow notiert in Quentin and Philip: A Double Portrait, dass ihre erste Party, organisiert von einem gewissen William Stine, auch von Allen Ginsberg und als Ehrengast Stephen Spender besucht wurde. Sie machte 1959 in Berkeley ihren Abschluss in Psychologie, daneben hatte sie auch Literaturwissenschaft studiert.
Sie hatte bereits ihr Junior Year an der School of General Studies der Columbia University in New York City verbracht und kehrte nun in diese Stadt zurück, um an der namhaften Berkhof School Schauspiel zu studieren. Sie sagte später rückblickend, dass dort so viele Frauen Schauspielerin werden wollten, dass sie sich entschloss, stattdessen einen Job hinter der Kamera in der Tontechnik anzustreben, was sie in Kontakt mit Schriftstellern, Künstlern und Produzenten des New Yorker Undergrounds brachte.
Sie heiratete den Lyriker und Drehbuchautoren Jim Grady und brachte 1963 eine Tochter zur Welt. Die Ehe hielt nicht lange, und sie zog mit ihrer Tochter in ein geräumiges Apartment im Dakota Building, wo sie zahlreiche Partys ausrichtete und wo Andy Warhol den Film Poor Little Rich Girl mit Edie Sedgwick drehte. Bis Mitte der 1960er Jahre schloss sie zahlreiche Freundschaften mit Schriftstellern in New York. Über Robert Lowell lernte sie William S. Burroughs kennen, in den sie sich verliebte und mit dem sie sich wegen der vergleichbaren sozialen Herkunft besonders verbunden fühlte.
Danach begann Grady ein Verhältnis mit John Wieners, das, obwohl nur kurz, auf ihn einen starken Einfluss gehabt haben soll. Es endete 1966, als Wieners in Buffalo arbeitete, während Grady mit Charles Olson und ihrer Tochter nach London gezogen war, wo sie sich in Covent Garden niederließen. Auch dort beherbergte Grady Schriftsteller und Künstler, unter anderem Allen Ginsberg. Ihre Partnerschaft mit Olson endete bereits kurz nach dem Umzug nach London. 1967 lernte Panna den Lyriker und Maler Philip O’Connor kennen, mit dem sie dann mehr als 30 Jahre bis zu dessen Tod im Jahr 1998 zusammenlebte. Bald zogen sie nach Frankreich, wo sie zwei Kinder bekamen und wo Grady bis heute wohnt.
Während der 1960er und 1970er Jahre war Grady nicht nur für ihre Partys, sondern auch für ihre Großzügigkeit gegenüber Schriftstellern und ganz besonders Dichtern bekannt. Sie finanzierte Veröffentlichungen und gab Darlehen aus, weil ihrer Meinung nach Schriftsteller nicht so bezahlt würden, als ob ihre Tätigkeit ein Beruf sei. So zahlte sie etwa für die Veröffentlichung von Herbert Hunckes Huncke's Journal und beteiligte sich an der Finanzierung von Ed Sanders’ Avantgarde-Magazin Fuck You: A Magazine of the Arts. Sie sagte rückblickend: „Ich hatte am Anfang so viel wie Peggy Guggenheim, aber Peggy Guggenheim kaufte Gemälde, und ich bezahlte für die Veröffentlichung von Büchern.“

## Quelle
- Grady, Panna (1936), buffalo.edu

| Personendaten    | Personendaten                              |
| ---------------- | ------------------------------------------ |
| NAME             | Grady, Panna                               |
| ALTERNATIVNAMEN  | Grady O’Connor, Panna (vollständiger Name) |
| KURZBESCHREIBUNG | US-amerikanische Literaturmäzenin          |
| GEBURTSDATUM     | 1936                                       |